# Vize robotů
Vize robotů (anglicky Robot Visions) je sbírka vědeckofantastických povídek a esejí spisovatele Isaaca Asimova. Vyšla v roce 1990 v nakladatelství Roc Books. Česky vyšla roku 1994 v nakladatelství Knižní klub, neobsahuje všechny povídky z anglického originálu.
Sbírka obsahuje několik povídek, které byly již dříve otištěny ve svazcích I, Robot a The Bicentennial Man and Other Stories. V českém vydání se objevily ve sbírkách Robohistorie I. a Robohistorie II. Sbírka Vize robotů je příbuzným vydáním knihy Sny robotů (anglicky Robot Dreams). Titulní povídka Vize robotů byla napsána přímo pro tuto sbírku a kombinuje robotický námět s cestováním v čase.

## Obsah

### Povídky
| Český název           | Anglický název             | Rok vydání | Poznámka                                                   |
| --------------------- | -------------------------- | ---------- | ---------------------------------------------------------- |
| „Vize robotů“         | "Robot Visions"            | 1990       | Poprvé otištěna v této sbírce.                             |
| „Moc špatné!“         | "Too Bad!"                 | 1989       | Poprvé otištěna v The Microverse.                          |
| „Jednoho dne“         | "Someday"                  | 1956       | Poprvé otištěna v Infinity Science Fiction.                |
| „Myslí!“              | "Think!"                   | 1977       | Poprvé otištěna v Isaac Asimov's Science Fiction Magazine. |
| „Rasista“             | "Segregationist"           | 1967       | Poprvé otištěna v Abbotempo 4.                             |
| „Zrcadlový obraz“     | "Mirror Image"             | 1972       | Poprvé otištěna v Analog Science Fiction and Fact.         |
| „Lenny“               | "Lenny"                    | 1958       | Poprvé otištěna v Infinity Science Fiction.                |
| „Vánoce bez Rodneyho“ | "Christmas Without Rodney" | 1988       | Poprvé otištěna v Isaac Asimov's Science Fiction Magazine. |
| „Dvěstěletý člověk“   | "The Bicentennial Man"     | 1976       | Poprvé otištěna v Stellar #2.                              |
| „Koumes“              | "Galley Slave"             | 1957       | Poprvé otištěna v Astounding Science Fiction.              |

### Eseje
| Český název                  | Anglický název              | Rok vydání | Poznámka                                                |
| ---------------------------- | --------------------------- | ---------- | ------------------------------------------------------- |
| „Roboti, které jsem znal“    | "Robots I Have Known"       | 1954       | Poprvé otištěna v Computers and Automation, říjen 1954. |
| „Noví učitelé“               | "The New Teachers"          | 1976       | Poprvé otištěna v časopise American Way.                |
| „Cokoli je libo“             | "Whatever You Wish"         | 1977       | Poprvé otištěna v časopise American Way.                |
| „Naši přátelé“               | "The Friends We Make"       | 1977       | Poprvé otištěna v časopise American Way.                |
| „Naše inteligentní nástroje“ | "Our Intelligent Tools"     | 1977       | Poprvé otištěna v časopise American Way.                |
| „Zákony robotiky“            | "The Laws of Robotics"      | 1979       | Poprvé otištěna v časopise American Way.                |
| „Vize budoucnosti“           | "Future Fantastic"          | 1989       | Poprvé otištěna v časopise Special Reports, jaro 1989.  |
| „Stroj a robot“              | "The Machine and the Robot" | 1978       |                                                         |
| „Nová profese“               | "The New Profession"        | 1979       | Poprvé otištěna v časopise American Way.                |
| „Je robot nepřítel?“         | "The Robot As Enemy?"       | 1979       | Poprvé otištěna v časopise American Way.                |
| „Spojené inteligence“        | "Intelligences Together"    | 1979       | Poprvé otištěna v časopise American Way.                |
| „Moji roboti“                | "My Robots"                 | 1987       |                                                         |
| „Zákony člověčenství“        | "The Laws of Humanics"      | 1987       |                                                         |
| „Kybernetický organismus“    | "Cybernetic Organism"       | 1987       |                                                         |
| „Smysl pro humor“            | "The Sense of Humor"        | 1988       |                                                         |
| „Roboti pohromadě“           | "Robots in Combination"     | 1988       |                                                         |